# Ralstonia eutropha
Ralstonia eutropha es una bacteria gram negativa de la clase Betaproteobacteria común en los suelos.

## Taxonomía
R. eutropha ha pasado a través de una serie de cambios de nombre. En la primera mitad del siglo XX se aislaron muchos microorganismos por su habilidad de metabolizar hidrógeno. Los organismos capaces de metabolizar el hidrógeno (quimiolitótrofos) fueron agrupados en la clase Hydrogenomonas. R. eutropha fue llamada originalmente Hydrogenomonas eutrophus debido a que encuadraba dentro de la clase Hydrogenomonas y a que se las podía ver «bien alimentadas y robustas». Algunos de los cultivos originales de H. eutrophus fueron aislados por Bovell y Wilde.
Luego de caracterizar las morfologías celulares, metabolismos y contenido GC de cada una de las especies, la nomenclatura de Hydrogenomonas fue desechada debido a que comprendía a muchas especies de organismos con muy poca relación. R. eutropha fue por ese entonces renombrada a Alcaligenes eutropha debido a que se trataba de un microorganismo con flagelos perítricos degenerados. Luego de investigar su fenotipo, composición de lípidos, ácidos grasos, y ARN ribosomal 16S, se encontró que A. eutropha pertenecía en realidad al género Ralstonia, por lo que fue renombrada como Ralstonia eutropha  Luego de estudios posteriores sobre el género Ralstonia, se descubrió que en realidad comprendía a dos grupos fenotípicamente distintos. Se creó el nuevo género Wautersia donde quedó incluida R. eutropha que pasó entonces a llamarse Wautersia eutropha. Sin embargo al observar los patrones de hibridación ADN-ADN, y al comparar los fenotipos con Cupriavidus necator, se encontró que W. eutropha era la misma especie que la previamente descrita C. necator, Debido a que C. necator fue nombrada en 1987, bastante antes que el cambio de nombre a R. eutropha y W. eutropha, se le asignó el nombre de C. necator a R. eutropha de acuerdo con la 23º regla del International Code of Nomenclature of Bacteria.

## Metabolismo
R. eutropha es una bacteria oxidante del hidrógeno (“knallgas”) capaz de crecer en la interfase entre ambientes aeróbicos y anaeróbicos. Puede adaptarse con facilidad entre un estilo de vida heterotrófico o autotrófico. Pudiendo utilizar tanto compuestos orgánicos como inorgánicos como fuente de energía. R. eutropha puede efectuar una respiración celular aeróbica o anaeróbica por medio de una desnitrificación es decir la reducción de nitritos o nitratos a gas nitrógeno. Cuando crece bajo condiciones autótrofas R. eutropha es capaz de fijar carbono por medio de la vía de las pentosas fosfato. R. eutropha es conocida por producir y secuestrar plásticos de tipo Polihidroxialcanoato  (PHA) cuando crece expuesta a un exceso de azúcares como sustrato. El PHA puede acumularse hasta niveles de aproximadamente el 90% del peso de la célula en seco. Con la finalidad de caracterizar mejor el estilo de vida de R. eutropha, su genoma de ADN bicatenario ha sido totalmente secuenciado.

## Hidrogenasas
R. eutropha es capaz de utilizar hidrógeno gaseoso como fuente de energía mientras crece bajo condiciones autótrofas. Contiene tres diferentes hidrogenasas que poseen sitios activos de tipo [Ni-Fe] y todas son capaces de llevar a cabo la siguiente reacción:
Las hidrogenasas de R. eutropha son como otras hidrogenasas [Ni-Fe] típicas debido a que se encuentran formadas por dos subunidades una de gran tamaño y otra pequeña. La unidad mayor es donde se encuentra el sitio activo [Ni-Fe], y la subunidad pequeña se encuentra formada por grupos de [Fe-S]. Sin embargo, las hidrogenasas de R. eutropha son diferentes de otras hidrogenasas [Ni-Fe] debido a que son tolerantes al oxígeno y no resultan inhibidas por el monóxido de carbono. Mientras que las tres hidrogenasas llevan a cabo la misma reacción simultáneamente dentro de la célula, cada hidrogenasa se encuentra ligada a un proceso celular diferente. Las diferencias entre la hidrogenasa regulatoria, la hidrogenasa unida a membrana y la hidrogenasa soluble se describen a continuación.

### Hidrogenasa regulatoria (RH)
La primera hidrogenasa es la hidrogenasa regulatoria (RH) que brinda un mecanismo de señalización a la célula indicando que existe hidrógeno presente. La RH es una proteína trimérica que contiene una subunidad de tipo [Ni-Fe] y una subunidad de tipo [Fe-S] adosadas a una histidina quinasa. El gas hidrógeno se oxida en el centro [Ni-Fe] de la subunidad mayor y esto provoca la reducción del centro [Ni-Fe] de la subunidad menor. Todavía se desconoce de que modo los electrones son transferidos desde la agrupación [Fe-S] al dominio proteína quinasa. La histidina quinasa a su vez, activa un respuesta reguladora. La proteína reguladora se encuentra activa en la forma desfosforilada. El regulador de respuesta desfosforilado promueve la trasncripción de la hidrogenasa unida a membrana y de la hidrogenasa soluble.

### HIdrogenasa unida a membrana(MBH)
La hidrogenasa unida a membrana (MBH) se encuentra ligada a la cadena respiratoria a través de una proteína específica de R. eutropha, esta proteína se encuentra relacionada con el citocromo b. El gas hidrógeno se oxida en el sitio activo [Ni-Fe] de la subunidad mayor y los electrones son enviados a través de las agrupaciones [Fe-S] de la subunidad menor hacia la proteína similar a citocromo b. La MBH se localiza en la membrana celular externa. Esta enzima es capaz de recuperar energía para la célula canalizando electrones hacia la cadena respiratoria y aumentando el gradiente de protones. La MBH presente en R. eutropha no resulta inhibida por CO y es tolerante al oxígeno.

### Hidrogenasa soluble (SH)
La hidrogenasa soluble (SH) funciona creando equivalentes de reducción en forma de NADH a partir de la oxidación del hidrógeno gaseoso. La SH es una proteína heterodimérica con dos subunidades formando la subunidad mayor y menor típicas de las hidrogenasas [Ni-Fe] y las otras dos subunidades formando una proteína similar a la NADH deshidrogenasa. El sitio activo [Ni-Fe] oxida el gas hidrógeno y transfiere los electrones hacia un cofactor de tipo flavín mononucleótido (FMNa), luego de lo cual, pasan a la agrupación [Fe-S] de la subunidad menor de la hidrogenasa, luego a otro cofactor (FMNb) y finalmente hacia el NAD+. Los equivalentes de reducción proveen un mecanismo para fijar carbono cuando R. eutropha se euncuentra creciendo en condiciones autótrofas.

#### Sitio activo de la hidrogenasa soluble
Esta sección resalta las diferencias entre la hidrogenasa soluble de R. eutropha y otras hidrogenasas de [Ni-Fe] cuyas actividades catalíticas resultan envenenadas por el oxígeno. El sitio activo de la hidrogenasa soluble H16 de R. eutropha ha sido intensivamente estudiado, debido a que la H16 puede ser producida en grandes cantidades a partir de los cultivos de R. eutropha, puede ser fácilmente manipulada por ingeniería genética, y puede ser analizada por técnicas espectrográficas. Sin embargo, no existe de momento una estructura cristalina disponible de la hidrogenasa H16 de R. eutropha en presencia de oxígeno para determinar las interacciones del sitio activo con el resto de la proteína.

##### Hidrogenasas [Ni-Fe] típicas
Las hidrogenasas [Ni-Fe] de Desulfovibrio vulgaris y Desulfovibrio gigas poseen estructuras comparables entre sí, y representan a las hidrogenasas [Ni-Fe] típicas. La subunidad mayor de estas hidrogenasas contienen el sitio activo [Ni-Fe] profundamente enclavado en el corazón de la proteína y la subunidad menor contiene las agrupaciones [Fe-S]. En la hidrogenasa de desulfobivrio, el átomo de níquel se encuentra coordinado por 4 ligandos cisteína. Dos de estos ligandos cisteínas además hacen puente con el hierro del sitio activo [Ni-Fe]. El átomo de hierro además contiene otros tres ligandos que completan el sitio activo, uno es CO y dos son cianuros. Es posible predecir que estos ligandos adicionales, pueden contribuir a la reactividad o ayudar a estabilizar al átomo de hierro en el estado de oxidación +2. Las hidrogenasas [NiFe] típicas (como las de D. vulgaris y D. gigas) resultan envenenadas por el oxígeno debido a que un átomo de oxígeno se puede unir fuertemente al sitio activo [Ni-Fe].

##### Hidrogenasa soluble tolerante al oxígeno deR. eutropha
Las hidrogenasas solubles [Ni-Fe] de R. eutropha son únicas comparadas de las de otros organismos debido a que son resistentes al oxígeno. El sitio activo de la SH ha sido estudiado para comprender cómo es que esta proteína resulta tolerante al oxígeno. Una diferencia mayor en cuanto a las hidrogenasas [Ni-Fe] de R. eutropha es que se encuentra formada por ligandos más coordinantes que las hidrogenasas [Ni-Fe] típicas. Dos ligandos cisteína puentean el átomo de níquel y el átomo de hierro en el sitio activo de la enzima de R. eutropha. Han sido predichos dos cisteínas modificadas (sulfenatos) como coordinantes del átomo de níquel. Y un ligando CN adicional se encuentra unido al átomo de níquel en R. eutropha. La remoción de este ligando CN hace que la enzima resulte sensible al oxígeno. Además, el hierro posee un ligando CN adicional además de los dos ligandos CN y 1 CO presentes en las hidrogenasas [Ni-Fe] típicas. Es posible predecir que estos ligandos adicionales ayudan a que la proteína resulte más tolerante al oxígeno, porque son capaces de estabilizar al átomo de Ni presente en el sitio activo en estado de oxidación +2.

### Aplicaciones
Las hidrogenasas tolerantes al oxígeno de R. eutropha han sido estudiadas para diversos propósitos. R. eutropha ha sido estudiada por tratarse de un organismo atractivo en vistas de sostener la vida en el espacio. R. eutropha puede fijar carbono utilizando CO2 como fuente de carbono, utilizar la urea de la orina como fuente de nitrógeno y utilizar el hidrógeno como fuente de energía para crear densos cultivos que pueden servir como fuente de proteínas.
Una forma posible de obtener atmósferas ricas en oxígeno en el espacio es a partir de la Electrólisis del agua y en este contexto se ha estudiado a R. eutropha como una posible forma de reciclar el hidrógeno producido en este proceso.
Las hidrogenasas tolerantes al oxígeno también han sido estudiadas en relación con la producción de biocombustibles. Se han utilizado hidrogenasas provenientes de R. eutropha para recubrir las superficies catalíticas de los electrodos para crear celdas de hidrógeno tolerantes al oxígeno y al monóxido de carbono, y para diseñar complejos luminosos capaces de producir hidrógeno. Adicionalmente, las hidrogenasas de R. eutropha han sido utilizadas para crear sensores de hidrógeno. Una R. eutropha genéticamente modificada es capaz de producir isobutanol a partir de CO2 que puede ser mezclado con gasolina o sustituirla como combustible. El organismo produce isobutanol sin necesidad de tener que destruirlo para su obtención.